# Location (Khalid)
Location is een nummer van de Amerikaanse R&B-zanger Khalid uit 2017. Het is de eerste single van zijn debuutalbum American Teen.
"Location" gaat over de intieme liefde die twee mensen voelen als ze op dezelfde locatie zijn. Het nummer bereikte de 16e positie in de Amerikaanse Billboard Hot 100. In Nederland had het nummer echter minder succes, daar haalde het de 5e positie in de Tipparade, terwijl het in Vlaanderen de 12e positie in de Tipparade haalde.